# آرین جومبا
آرین جومبا (آلبانیایی: Arjan Xhumba؛ زادهٔ ۹ ژوئیهٔ ۱۹۶۸) بازیکن فوتبال اهل آلبانی بود.
از باشگاه‌هایی که در آن بازی کرده‌است می‌توان به باشگاه فوتبال پارتیزانی تیرانا، باشگاه فوتبال انوسیس نئون پارالیمنی، باشگاه فوتبال گیانینا، و باشگاه فوتبال ایراکلیس ۱۹۰۸ اشاره کرد.
وی همچنین در تیم ملی فوتبال آلبانی بازی کرده‌است.